# Mtwara
Mtwara – miasto w południowo-wschodniej Tanzanii, ośrodek administracyjny regionu Mtwara, nad Oceanem Indyjskim. Liczy około 80 tys. mieszkańców. Jest portem morskim oraz ośrodkiem handlowym regionu rolniczego (agawa sizalowa, palma kokosowa, orzeszki ziemne).

## Miasta partnerskie
- Redditch